# Percoca
Con percoche o precoche o percocche (nelle forme dialettali: percochi o pr'quech nella Terra di Bari, in particolare  pr'quech d' Tur (percoche di Turi), con la varietà guardabbosc; pricuechi in Terra d'Otranto; pescoche in certe zone dell’Italia settentrionale) s’intendono alcune varietà di pesca con polpa compatta, gialla o bianca e talvolta diffusa di rosso, non spiccace, cioè col nòcciolo saldamente aderente alla polpa, coltivate in diverse regioni italiane.

## Descrizione
Le percoche, per l'intensità del sapore e del profumo e per la compattezza della polpa, sono spesso sinonimo di "pesche industriali", adatte alla produzione dei migliori derivati della pesca: succhi, passati, polpa e frutta sciroppata. Per contro, l’aderenza della polpa al nocciolo è tale da costringere a staccarla con il coltello. 
Il nome percoca e il colore aranciato dei frutti hanno portato alla falsa credenza, specialmente nell’Italia centro-settentrionale, dove il prodotto è meno comune, che si tratti d’un ibrido tra la pesca e l'albicocca; ma la percoca è in realtà una pesca a tutti gli effetti. Vero è che le forme precoca, percoca e percocca sono allotrope della parola albicocca, risalendo tutte all’aggettivo latino PRAECŎQUUS, cioè primaticcio.
Particolarmente note sono le coltivazioni in Campania, soprattutto nell'area flegrea, nella Valle del Sarno e a Siano (SA); ma sono coltivate e assai diffuse anche in Puglia, in Basilicata, in Calabria,  in Sardegna e in Molise.
In Campania  e in Puglia  sono riconosciute dal MIPAAF come prodotto agroalimentare tradizionale  le seguenti varietà:
- percoca col pizzo
- percoca puteolana
- percoca terzarola
- percoca giallona di Siano
- percoca di Loconia

## Percoca nel vino
In quasi tutta la Campania e in alcune zone della Basilicata, del Molise, della Calabria, della Sicilia e della Puglia è diffusa l'usanza di immergere pezzettoni di percoca in un contenitore pieno di vino rosso o bianco, da riporre in frigorifero. A questa specialità, che si consuma bevendo prima il vino e poi mangiando le percoche intrise di vino rimaste sul fondo del bicchiere, è dedicata una sagra annuale a Siano.
Una sagra simile si svolge anche a Loconia, frazione di Canosa di Puglia.
Anche in diverse regioni del Settentrione preparazioni simili sono largamente consumate alla fine del pasto; in queste zone, al posto delle percoche, meno facilmente reperibili che nel Mezzogiorno, si usano a volte pesche di altre varietà non ancora completamente mature.